# Trichoclinocera agilis
Trichoclinocera agilis är en tvåvingeart som beskrevs av Sinclair 1994. Trichoclinocera agilis ingår i släktet Trichoclinocera och familjen dansflugor.
Artens utbredningsområde är Tennessee. Inga underarter finns listade i Catalogue of Life.